# Alicia Silverstone
Alicia Silverstone (San Francisco, 4 de outubro de 1976) é uma atriz, modelo, escritora, produtora de cinema, socialite e empresária norte-americana. Ela fez sua estreia no cinema no thriller The Crush (1993), ganhando o MTV Movie Awards de Melhor Performance de Estreia em 1994, e ganhou mais destaque como ídolo adolescente quando apareceu no videoclipe de "Cryin'" do Aerosmith. Ela estrelou como Cher Horowitz no filme de comédia adolescente Clueless (1995), que lhe rendeu um contrato de vários milhões de dólares com a Columbia Pictures. Em 1997, ela estrelou no grande filme de super-herói com orçamento Batman & Robin, interpretando Batgirl.
Silverstone recebeu uma indicação ao Globo de Ouro de Melhor Atriz em Série de Comédia ou Musical por seu papel na minissérie da NBC Miss Match (2003). Ela continuou a atuar no cinema, televisão e no palco. Vegana, Silverstone endossou atividades do PETA e publicou dois livros de receitas: The Kind Diet (2009) e The Kind Mama (2014).

## Biografia
Nascida nos Estados Unidos, no Estado da Califórnia, filha de Monty Silverstone, investidor do setor imobiliário, e de Didi Radford, uma comissária de bordo. Seu pai era judeu nascido em Londres, e sua mãe nasceu na Escócia e converteu-se ao judaísmo ao se casar. Alicia é a mais nova de três filhos e tem uma meia-irmã, a cantora de rock britânica Kezi Silverstone, e um meio-irmão, David Silverstone, que são frutos do casamento anterior de seu pai.
Alicia residia em San Mateoe em Burlingame, Califórnia, e visitava a Inglaterra nos verões. Quando tinha seis anos, ela começou a apresentar-se em desfiles de moda e, consequentemente, apareceu em comerciais de televisão.
Foi educada na escola pública San Mateo High School, onde era líder de torcida. Durante esse tempo, trabalhou com modelagem e publicidade e apareceu na série The Wonder Years.
Silverstone já namorou atores famosos, incluindo Benicio del Toro, Stephen Dorff, Leonardo DiCaprio e Adam Sandler.
Durante os anos 90, Alicia foi indicada quarenta vezes a mulher mais sexy, sendo a terceira mulher mais sexy dos anos 90.
Na época de lançamento do videoclipe surgiram rumores de que existia um relacionamento entre ela e a atriz Liv Tyler, rumor que foi parcialmente confirmado pelo próprio diretor do clipe, Marty Callner, na edição da revista Rolling Stone de março de 1997. Ele disse:
"[Sobre os rumores] Elas pareciam muito juntas durante as filmagens. Quase como namoradas. Eu não duvido que tenha acontecido algo entre Liv e Alicia nessa época, ambas eram adolescentes e estavam se descobrindo (na sexualidade)."
Apesar disso, ambas fogem quando perguntadas sobre o assunto.
Em 11 de Junho de 2005 casou-se (em uma cerimônia na praia) com o cantor Christopher Jarecki, de quem se divorciou em maio de 2018. Eles ficaram noivos cerca de um ano antes do casamento, e Jarecki presenteou Silverstone com um anel de noivado que havia pertencido a sua avó. São pais de Bear Blue Jarecki, nascido em 5 de maio de 2011.
Alicia é reconhecida por ser protetora dos direitos dos animais e ativista em defesa do meio ambiente. Também se converteu ao vegetarianismo em 1998, depois de ir a uma conferência sobre os direitos dos animais. "Dei-me conta que eu era o problema", disse à revista InStyle Home, na primavera de 2007. "Eu era amante dos animais e comia animais."
Durante vários anos Alicia foi eleita a "Vegetariana mais Bela" pela ONG PETA. Em 2007, Silverstone apareceu nua em um comercial de televisão de 30 segundos para o PETA para defender o vegetarianismo.
Em 2009, Silverstone lançou o livro The Kind Diet, um guia de alimentação vegetariana, e lançou o seu site The Kind Life associado ao seu livro. The Kind Diet superou o New York Times da lista dos mais vendidos em 2009 e 2010.

## Carreira
Sua estreia no cinema foi em 1993, no suspense Paixão Sem Limite, Silverstone interpreta uma garota que tenta arruinar a vida de um homem muito mais velho depois que sua paixão adolescente é desprezada por ele. Por esse filme, ganhou o prêmio MTV Movie Awards de Melhor Vilã. Alicia participou em três videoclipes do Aerosmith: Cryin', Crazy, e Amazing, conhecidos como "Cryamazy Trilogy". O sucesso dessas músicas beneficiou a banda e Silverstone, que ganhou a reputação e apelido de "The Aerosmith Chick" ("A Garota Aerosmith"). Neste período, foi oferecido a Silverstone o papel de Valerie Malone na série Beverly Hills 90210. Depois que ela recusou-o, Tiffani-Amber Thiessen pegou o papel. Alicia fez alguns filmes de televisão em seu início de carreira, incluindo Nos Limites da Paixão, Em Busca da Liberdade e o drama Traição Fatal ao lado de Jared Leto.
As Patricinhas de Beverly Hills se tornou um hit de grande sucesso da crítica e do público durante o verão de 1995. Até hoje esse é o maior sucesso de sua carreira e um dos maiores sucessos dos anos 90. O desempenho e atuação de Silverstone foi bem recebido, e ela foi a porta-voz da marca para uma nova geração emergente dos anos 90. Como resultado, ela assinou um contrato com a Columbia-TriStar no valor de 10 milhões de dólares. Como parte do pacote, ela teve três anos de negócio por sua própria produtora, a First Kiss Productions. Silverstone também ganhou "Melhor Performance Feminina" e "Mulher Mais Desejável" no 1996 MTV Movie Awards por sua atuação no filme. No mesmo ano, Silverstone estrelou o thriller erótico Uma Babá Objeto de Desejo, o suspense O Esconderijo e o drama francês Le Nouveaute Monde. No ano seguinte protagonizou Atraída Pelo Crime.
Próximo papel de Silverstone foi a Batgirl em Batman & Robin, e enquanto ela não foi um sucesso de crítica, o filme arrecadou 238 milhões de dólares em todo o mundo. Mas a personagem de Silverstone como Batgirl não foi bem recebida e lhe valeu um prêmio de Framboesa de Ouro. A atriz foi apelidada de "Fatgirl" pela imprensa e seu peso comparada ao do protagonista do filme Babe: Pig in the City. Em 2020, Silverstone alegou que as críticas a abalaram emocionalmente na época e a fizeram repensar sua carreira. Além de Batman & Robin, Silverstone também estrelou ao lado de Benicio del Toro e Christopher Walken em 1997 a comédia de humor negro Excesso de Bagagem, que era o primeiro filme a ser lançado pela sua produtora, a First Kiss Productions.
Silverstone terminou os anos 90 com a comédia De Volta Para o Presente, que também é estrelado por Brendan Fraser, Christopher Walken e Sissy Spacek.
Em 2000, Silverstone atuou no filme Amores Perdidos como A Princesa da França filme adaptação de Shakespeare, no qual ela era obrigada a cantar e dançar. Em 2002 estrelou em Quebrando Todas as Regras como integrante de uma banda de rock.
Depois de retirar-se do olhar do público por alguns anos, ela reapareceu em 2003 na emissora NBC protagonizando uma série de televisão, Miss Match, que foi cancelada após 11 episódios. Silverstone reconheceu mais tarde que ela odeia as armadilhas da fama, dizendo: "A fama é algo que eu não desejo pra ninguém. Você começa a agir porque você ama atuar. Então, o sucesso chega, e de repente você está no show".
Após o cancelamento de Miss Match, em 2003, Silverstone fez um piloto com a Fox chamado Queen B, o episódio piloto não foi aprovado. Em 2004 ela interpretou uma repórter ao lado de Sarah Michelle Gellar e Freddie Prinze Jr. em Scooby-Doo 2: Monstros à Solta que fez bem financeiramente.
Em 2005, ela coestrelou ao lado de Queen Latifah em Um Salão do Barulho, como uma cabeleireira do salão. No mesmo ano protagonizou o suspense Vítima da Sedução.
Em 2006, Silverstone estrelou na emissora ABC o piloto chamado Pink Collar, no qual sua personagem trabalhava em uma firma de advocacia. Como Queen B, este piloto não foi pego. Esse ano, ela também estrelou ao lado de Ewan McGregor o ação Alex Rider: Contra o Tempo, e protagonizou o filme para televisão Velas da Esperança. Silverstone continuou seu trabalho no teatro. Em 2008, ela filmou outro piloto da ABC o Bad Mother's Handbook. Como Queen B e Pink Collar, este piloto não foi pego.
Em 2009 ela estrelou o videoclipe de Rob Thomas o single "Her Diamonds".
Em 2012 Alicia atua em 5 filmes, entre eles Vamps com direção de Amy Heckerling, e também uma participação na série Suburgatory ao Lado de Jeremy Sisto seu colega nos longas O Esconderijo e As Patricinhas de Beverly Hills.

## Filmografia

### Cinema
| Ano  | Título                              | Papel                    | Notas          |
| ---- | ----------------------------------- | ------------------------ | -------------- |
| 1993 | The Crush                           | Adrienne Forrester       |                |
| 1995 | Le Nouveau Monde                    | Trudy Wadd               |                |
| 1995 | Hideaway                            | Regina                   |                |
| 1995 | Clueless                            | Cher Horowitz            |                |
| 1995 | True Crime                          | Mary Giordano            |                |
| 1995 | The Babysitter                      | Jennifer                 |                |
| 1997 | Batman & Robin                      | Batgirl / Barbara Wilson |                |
| 1997 | Excess Baggage                      | Emily                    |                |
| 1999 | Blast from the Past                 | Eve                      |                |
| 2000 | Love's Labour's Lost                | Princesa                 |                |
| 2002 | Global Heresy                       | Nat                      |                |
| 2003 | Scorched                            | Sheila Rilo              |                |
| 2004 | Scooby-Doo 2: Monsters Unleashed    | Heather                  |                |
| 2005 | Beauty Shop                         | Lynn                     |                |
| 2005 | Silence Becomes You                 | Violet                   |                |
| 2006 | Stormbreaker                        | Jack Starbright          |                |
| 2008 | Tropic Thunder                      | Ela mesma                |                |
| 2011 | The Art of Getting By               | Srta. Herman             |                |
| 2011 | Butter                              | Jill                     |                |
| 2012 | Vamps                               | Goody                    |                |
| 2013 | Ass Backwards                       | Laurel                   |                |
| 2013 | Gods Behaving Badly                 | Kate                     |                |
| 2014 | Space Dogs: Adventure to the Moon   | Belka                    |                |
| 2014 | Jungle Shuffle                      | Sacha                    |                |
| 2015 | The Nutcracker Sweet                | Marie                    |                |
| 2016 | Angels in Stardust                  | Tammy                    |                |
| 2016 | King Cobra                          | Janette                  |                |
| 2016 | Catfight                            | Lisa                     |                |
| 2016 | Who Gets the Dog?                   | Olive Greene             |                |
| 2017 | Diary of a Wimpy Kid: The Long Haul | Susan Heffley            |                |
| 2017 | The Killing of a Sacred Deer        | Mãe de Martin            |                |
| 2017 | The Tribes of Palos Verdes          | Ava                      |                |
| 2018 | Book Club                           | Jill                     |                |
| 2019 | The Lodge                           | Laura Hall               |                |
| 2019 | In the Time Takes to Get There      | Eliza                    | Curta-metragem |
| 2020 | Bad Therapy                         | Susan Howard             |                |
| 2020 | Valley Girl                         | Julie mais velha         | Não-creditada  |
| 2020 | Sister of the Groom                 | Audrey                   |                |
| 2021 | Last Survivors                      | Henrietta                |                |
| 2022 | The Requin                          | Jaelyn                   |                |
| 2022 | Senior Year                         | Deanna Russo             |                |
| 2023 | Perpetrator                         | Hildie Baptiste          |                |
| 2023 | Mustache                            | Srta. Martin             |                |
| 2023 | Reptile                             | Judy Nichols             |                |
| 2024 | Y2K                                 |                          | Em produção    |
| ASD  | Tunnels                             | ASD                      |                |
| ASD  | Krazy House                         | ASD                      | Pós-produção   |

### Televisão
| Ano       | Título                              | Papel                                                       | Notas                      |
| --------- | ----------------------------------- | ----------------------------------------------------------- | -------------------------- |
| 1992      | The Wonder Years                    | Jessica                                                     | Episódio: "Road Test"      |
| 1993      | Torch Song                          | Delphine                                                    | Filme de TV                |
| 1993      | Scattered Dreams                    | Phyllis Messenger                                           | Filme de TV                |
| 1994      | Rebel Highway                       | Roslyn                                                      | 2 episódios                |
| 2001-2003 | Braceface                           | Sharon Spitz                                                | 54 episódios               |
| 2003      | Miss Match                          | Kate Fox                                                    | 18 episódios               |
| 2005      | Queen B                             | Beatrice                                                    | Filme de TV                |
| 2006      | Candles on Bay Street               | Dee Dee                                                     | Filme de TV                |
| 2006      | Pink Collar                         | Hayden Flynn                                                | Filme de TV                |
| 2007      | The Singles Table                   | Georgia                                                     | 5 episódios                |
| 2008      | Bad Mother's Handbook               | Karen                                                       | Filme de TV                |
| 2011      | Childrens Hospital                  | Kelly                                                       | Episódio: "Munch by Proxy" |
| 2012      | Suburgatory                         | Eden                                                        | 4 episódios                |
| 2014      | HR                                  | Ellen Bell                                                  | Filme de TV                |
| 2015      | Making a Scene with James Franco    | Charlotte / Marcy D'Arcy / Janet                            | 3 episódios                |
| 2017      | Jeff & Some Aliens                  | Alison / Professora do Show de Talentos / Denise / Scarlett | 3 episódios                |
| 2018      | American Woman                      | Bonnie Nolan                                                | 11 episódios               |
| 2019      | Bajillion Dollar Propertie$         | Annabelle Shelly                                            | Episódio: "Tough Love"     |
| 2020-2021 | The Baby-Sistters Club              | Elizabeth Thomas-Brewer                                     | 11 episódios               |
| 2021      | Masters of the Universe: Revelation | Rainha Marlena                                              | 4 episódios                |
| 2022      | American Horror Stories             | Erin                                                        | Episódio: "Lake"           |

### Video game
| Ano  | Título                           | Papel   |
| ---- | -------------------------------- | ------- |
| 2004 | Scooby-Doo 2: Monsters Unleashed | Heather |

### Videoclipes
| Ano  | Título       | Artista    |
| ---- | ------------ | ---------- |
| 1993 | Cryin'       | Aerosmith  |
| 1993 | Amazing      | Aerosmith  |
| 1994 | Crazy        | Aerosmith  |
| 2009 | Her Diamonds | Rob Thomas |

## Teatro
| Ano       | Título            | Personagem      |
| --------- | ----------------- | --------------- |
| 1993      | Carol's Eve       | Debbie          |
| 2002      | The Graduate      | Elaine Robinson |
| 2006      | Boston Marriage   | Catherine       |
| 2007      | Speed-the-Plow    | Karen           |
| 2009-2010 | Time Stands Still | Mandy           |

## Prêmios e Indicações em sua carreira
- Vencedora de 4 MTV Movie Awards de Atriz Revelação e Melhor Vilã por Paixão Sem Limites e de Melhor Atriz e Mulher mais Desejada por As Patricinhas de Beverly Hills.
- Vencedora de 1 Kids' Choice Awards de Melhor Atriz Batman e Robin.
- Indicada a 2 MTV Movie Awards de Melhor Comediante por As Patricinhas de Beverly Hills e de Mulher Mais Desejada por Paixão Sem Limites.
- Indicada ao Kids' Choice Awards de Melhor Atriz por As Patricinhas de Beverly Hills.
- Indicada ao Satellite Awards de Melhor Atriz de Comédia/Musical em Série de televisão por Miss Match.
- Indicada ao Globo de Ouro de Melhor Atriz de Comédia/Musical em Série de televisão por Miss Match.